# Kaf n'sour
Kaf n'sour est un village de la province de Khénifra au Maroc. Il est situé à 35 km à l'ouest de Khénifra et est composé en grande partie d'une population berbérophone est d'une minorité arabophone .

## Origine du nom
Le terme kaf n'sour est lui-même arabe, sa traduction littéraire signifie : la grotte aux aigles.
Le village a été nommé ainsi car il est dominé par une montagne qui jadis été un refuge des aigles et autres rapaces. La plupart des régions aux alentours de kaf n'sour sont connues par les noms des montagnes qui les surplombent, ex : Tazarhoun'nt, ou Aâri Ahyoud : "la montagne folle", etc.

## Géographie
En bas du village coule la rivière Grou Oued Grou affluent principal de Bouregreg qui sépare Rabat, la capitale, de Salé.
Population :
les habitants du village de Kaf N'sour proviennent pour la plupart de l'exode des tribus avoisinantes; elle est composée pour l'essentiel de tribus amazighs : Ait lahsen; Ait Iâazza; Ait Bouhaddou; Ait Bajji...etc. Mais on y trouve également des arabes venus de sidi Bouâabbad, de Boujjaâd et leurs alentours

## Écologie
Un projet est en phase d'être terminé le premier écomusée de la région pour « la protection de la biodiversité de la zone de Kaf N'sour », pour encourager les habitants à protéger les vautours.